# God Hates Us All
God Hates Us All — студійний альбом гурту Slayer, що вийшов 11 вересня 2001 на лейблі American Recordings.

## Історія
Після деяких затримок (пов'язаних з мікшування та обкладинкою) альбом God Hates Us All вийшов 11 вересня 2001 року. Гурт вперше був номінований на Греммі за композицію Disciple, але нагороду присудили колективу Tool за пісню Schism. Через промо-матеріали та дату випуску альбом мимоволі асоціювався з терактами 11 вересня 2001 року.
Терористичні атаки поставили під сумнів можливість проведення турне Tattoo the Planet, в якому спочатку повинні були брати участь музичні колективи Pantera, Static-X, Biohazard та Vision of Disorder. Концерти були скасовані, або відкладені через обмеження перельотів, та більшість гуртів вирішили не брати участь у турі. До початку європейської частини Tattoo the Planet залишилися тільки Slayer та Static-X. Pantera, Vision of Disorder та Biohazard були замінені на Cradle of Filth та інші гурти в залежності від місця проведення концерту (Amorphis, In Flames, Moonspell, Children of Bodom та Necrodeath). Барабанщик Пол Бостаф покинув Slayer перед Різдвом 2001 року через травму ліктя, яка заважала йому грати. Але турне на підтримку God Hates Us All ще не було закінчено, і Керрі Кінг зв'язався з барабанщиком Дейвом Ломбардо з «оригінального складу» Slayer та запитав, чи не бажає той допомогти закінчити турне. Ломбардо прийняв пропозицію та залишився в колективі на постійній основі.
Протягом осені 2003 року Slayer грали альбом Reign in Blood на концертах, які називалися Still Reigning. Кульмінаційним моментом було виконання останньої пісні Raining Blood під штучним кривавим дощем. Концертний відеозапис, записаний в Огасті 11 липня 2004 року, вийшов на DVD Still Reigning. Slayer також випустили DVD War at the Warfield та бокс-сет Soundtrack to the Apocalypse, куди ввійшли раритетні записи, концертний CD та DVD з різними виступами, а також атрибутика Slayer.
У період з 2002 по 2004 рік Slayer відіграли понад 250 концертів, були хедлайнерами великих музичних фестивалів: H82k2, Summer tour, Ozzfest та Download Festival. Під час підготовки до Download Festival в Англії барабанщик групи Metallica Ларс Ульріх був госпіталізований з невідомою хворобою і не міг виступати. Вокаліст Metallica Джеймс Гетфілд зайнявся пошуком охочих зайняти місце Ульриха в останні хвилини перед концертом. Пропозицію прийняли Дейв Ломбардо та Джої Джордисон (з гурту Slipknot). Дейв виконав пісні Battery та The Four Horsemen.

## Список композицій
1. Darkness of Christ — 01:30
2. Disciple — 03:36
3. God Send Death — 03:46
4. New Faith — 03:05
5. Cast Down — 03:27
6. Threshold — 02:29
7. Exile — 03:56
8. Seven Faces — 03:41
9. Bloodline — 03:37
10. Deviance — 03:09
11. War Zone — 02:46
12. Here Comes the Pain — 04:32
13. Payback — 03:05

### Колекційне видання 2002 року
1. Darkness of Christ — 01:30
2. Disciple — 03:35
3. God Send Death — 03:45
4. New Faith — 03:05
5. Cast Down — 03:26
6. Threshold — 02:29
7. Exile — 03:55
8. Seven Faces — 03:41
9. Bloodline — 03:20
10. Deviance — 03:09
11. War Zone — 02:44
12. Scarstruck — 3:29
13. Here Comes the Pain — 04:32
14. Payback — 03:03
15. Addict — 3:41

### Бонусні DVD матеріали
- Darkness of Christ (Інтро)
- Bloodline (Кліп)
- Raining Blood (Концертний виступ)
- Інтерв'ю/B-Roll Footage

## Чарти
| Чарт (2001)                                          | Найвища позиція |
| ---------------------------------------------------- | --------------- |
| Австралія Australian Albums (ARIA)                   | 15              |
| Австрія Austrian Albums (Ö3 Austria)                 | 31              |
| Бельгія Belgian Albums (Ultratop Flanders)           | 16              |
| Бельгія Belgian Albums (Ultratop Wallonia)           | 36              |
| Канада Canadian Albums (Billboard)                   | 9               |
| Данія Danish Albums (Hitlisten)                      | 32              |
| Нідерланди Dutch Albums (MegaCharts)                 | 30              |
| Фінляндія Finnish Albums (Suomen virallinen lista)   | 12              |
| Франція French Albums (SNEP)                         | 25              |
| Німеччина German Albums (Offizielle Top 100)         | 9               |
| Угорщина Hungarian Albums (MAHASZ)                   | 28              |
| Ірландія Irish Albums (IRMA)                         | 24              |
| Італія Italian Albums (FIMI)                         | 11              |
| Нова Зеландія New Zealand Albums (Recorded Music NZ) | 35              |
| Шотландія Scottish Albums (OCC)                      | 27              |
| Швеція Swedish Albums (Sverigetopplistan)            | 18              |
| Швейцарія Swiss Albums (Schweizer Hitparade)         | 44              |
| Велика Британія UK Albums (OCC)                      | 31              |
| Велика Британія UK Rock & Metal Albums (OCC)         | 2               |
| США Billboard 200                                    | 28              |